# 张集铁路
张集铁路东端始自河北省张家口市境内的孔家庄站，经万全县、尚义县进入内蒙古自治区境内；经内蒙古自治区兴和县、察哈尔右翼前旗、乌兰察布市集宁区，止于集宁南站。该条铁路是中华人民共和国成立初，第二个五年计划时期规划建设的铁路项目。建设该线是为了缩短张家口与集宁间运输里程，分担京包铁路直通货流，可比绕行大同缩短行车距离111公里。1958年初开始施工准备，原计划线路为起自京包铁路郭磊庄站西，与京包铁路分线，经羊窖沟、兴和至集宁南站。线路郭磊庄至羊窖沟间经东洋河左岸台地，地势较为平坦。羊窖沟至兴和间进入东洋河河谷左岸山势陡峭山区。兴和至集宁间线路途经蒙古高原丘陵地带，地势较为平缓。后因中苏交恶，于1959年5月全部停工。
21世纪初，进行重新规划，线路改为起自京包铁路张家口南站（今张家口站），利用既有京包铁路向西，至孔家庄站西侧，完成张集铁路与京包铁路的客货疏解后折向西北方，经河北省万全县和尚义县进入内蒙古自治区境内，再经内蒙古自治区的兴和县，察哈尔右翼前旗，并行既有京包铁路入古营盘站，至集宁南站止。工程于2006年5月1日开工，原计划于2009年10月31日通车，但是由于河北省境内长度为9585米的旧堡隧道施工难度较大，竣工时间推迟，已经于2011年4月28日开通。线路全长178.08公里，其中利用既有线13.516公里，新建张集新线164.56公里，货物左线疏解线5.04公里。工程总投资33.6亿元。
张集铁路是北京至兰州的京兰铁路通道的一部分，也是中国-俄罗斯、中国-蒙古国间国际通道的组成部分。张集铁路的修建，使得内蒙古自治区至北京、天津、河北等地增加一个新的铁路出口。张家口至集宁间的运输距离比原有绕行京包铁路大同方向可缩短126公里，旅客列车运行时间因此可缩短3.5小时。北京铁路局和呼和浩特铁路局在张集线小蒜沟与友谊水库间分界。2018年4月10日起，所有普速客车回到京包铁路绕行大同。
张集铁路现已和张唐铁路、集包铁路第二双线古营盘到台阁牧段合并为唐呼线。

## 主要技术标准
- 铁路等级：国铁I级
- 正线数目：双线
- 限制坡度：上行方向6‰，下行方向9‰
- 设计旅客列车速度目标值：160公里/小时
- 全线最小曲线半径：一般地段3500米，困难地段2800米
- 牵引种类：电力牵引
- 车站到发线有效长度：850米，预留1050米条件
- 闭塞类型：自动闭塞

### 引用
1. ↑  .   [2011-04-29]. （原始内容存档于2016-03-04）.